# Solángel Guzmán
Solángel Guzmán Pérez (* 21. Dezember 1984 in der Provinz Pinar del Río) ist eine kubanischstämmige Badmintonspielerin aus Trinidad und Tobago.

## Karriere
Solángel Guzmán stammt aus dem ländlichen Tabakanbaugebiet rund um Pinar del Río, verbrachte aber die meiste Zeit ihres Lebens in Kubas Hauptstadt Havanna. Sie begann mit dem Leistungssport im Alter 12 Jahren. Guzmán siegte 2004, 2006, 2007, 2008 und 2009 beim Turnier Giraldilla. Bei den Peru International 2009 belegte sie Rang zwei ebenso wie bei der Carebaco-Meisterschaft 2012. Bei den Venezuela International 2012 gewann sie alle drei möglichen Titel, mittlerweile für Trinidad und Tobago startend.
Guzmán hat einen Hochschulabschluss als Sportlehrerin und will später als Trainerin arbeiten.

## Sportliche Erfolge
| Saison | Veranstaltung          | Disziplin   | Platz | Name                                 |
| ------ | ---------------------- | ----------- | ----- | ------------------------------------ |
| 2004   | Giraldilla             | Mixed       | 1     | Ilian Perez / Solángel Guzmán        |
| 2006   | Giraldilla             | Damendoppel | 1     | Solángel Guzmán / Isaura Medina      |
| 2007   | Giraldilla             | Damendoppel | 1     | Solángel Guzmán / Leydi Edith Mora   |
| 2008   | Giraldilla             | Damendoppel | 1     | Solángel Guzmán / Lisandra Suárez    |
| 2008   | Giraldilla             | Dameneinzel | 1     | Solángel Guzmán                      |
| 2009   | Giraldilla             | Damendoppel | 1     | Solángel Guzmán / María L. Hernández |
| 2009   | Giraldilla             | Dameneinzel | 1     | Solángel Guzmán                      |
| 2013   | Suriname International | Dameneinzel | 1     | Solángel Guzmán                      |